# Catedral de Santo Estêvão (Métis)

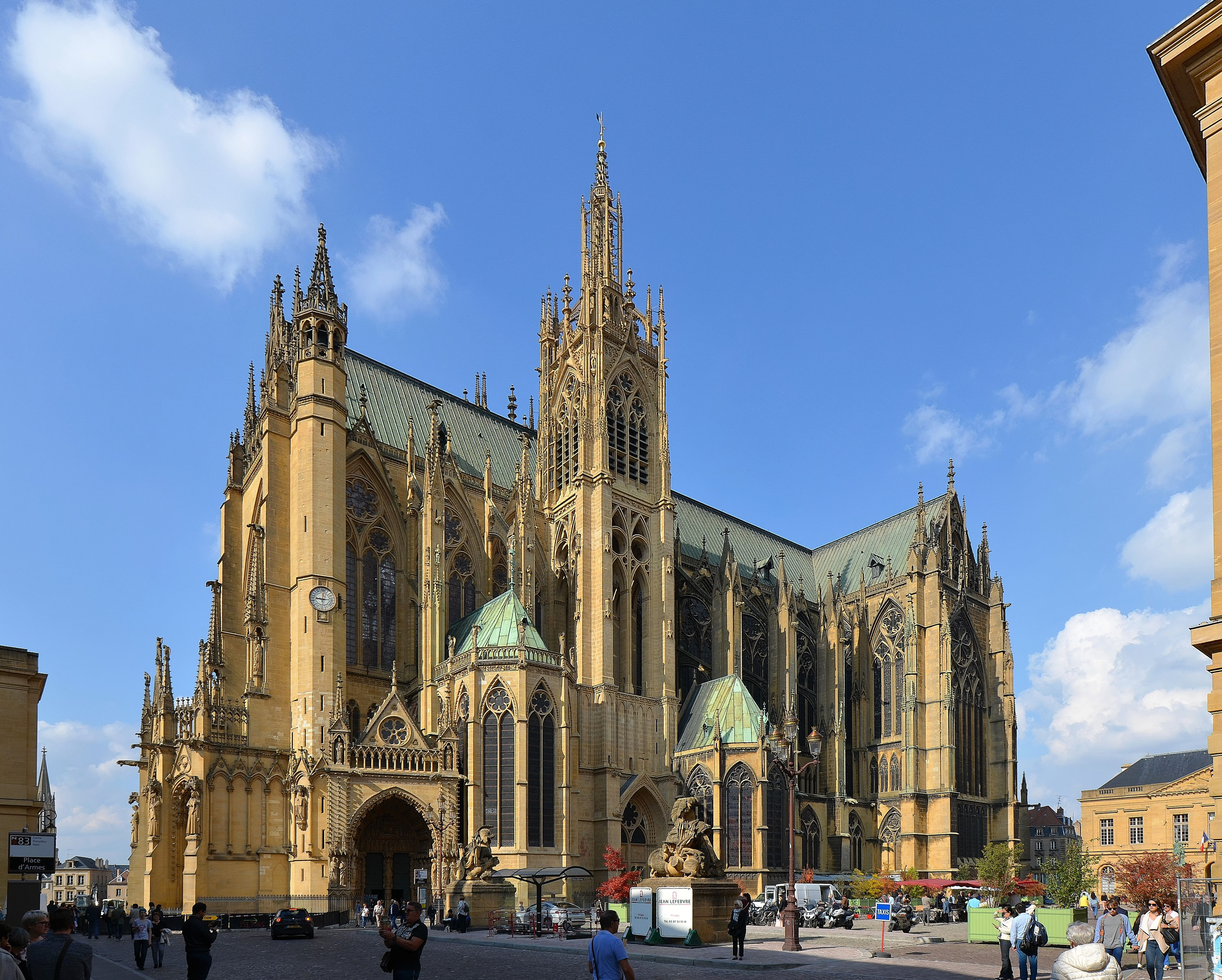
Catedral de Santo Estêvão

A Catedral de Santo Estêvão (em francês: Cathédrale Saint-Étienne) está situada em Métis, na França. Foi construída na século XIV. Possui 118,3 m de altura.